# Orthostichella microcarpa
Orthostichella microcarpa är en bladmossart som beskrevs av C. Müller 1901. Orthostichella microcarpa ingår i släktet Orthostichella och familjen Meteoriaceae. Inga underarter finns listade i Catalogue of Life.